# Dècada del 310

## Esdeveniments
- Edicte de Milà (313)
- Inici del període dels Setze regnes a la Xina (Han Zhao, 308)

## Personatges destacats
- Maximí Daia (305-314), emperador romà.
- Constantí I el Gran (306-337), emperador romà.
- Licini I (307-324), emperador romà.